# Postoperative kognitive Dysfunktion
Die postoperative kognitive Dysfunktion (POCD) (engl. 'PostOperative Cognitive Dysfunction (POCD)) ist eine Störung der Kognition nach einer Operation.
Zum Erkennen der Dysfunktionen bedient man sich einer Testbatterie, die die verschiedenen Domänen der Kognition (z. B. Gedächtnis, Lernen und Konzentrationsfähigkeit) abdeckt. Man vergleicht die Werte präoperativ und postoperativ mit einer Vergleichsgruppe ohne Operation aber mit dem gleichen Zeitintervall, um den Lerneffekt zu kompensieren.
So wurde zum Beispiel als ein Test der Batterie von ISPOCD (International Study of PostOperative Cognitive Dysfunction) der von John Ridley Stroop entdeckte Stroop-Effekt getestet.